# Brandblusser

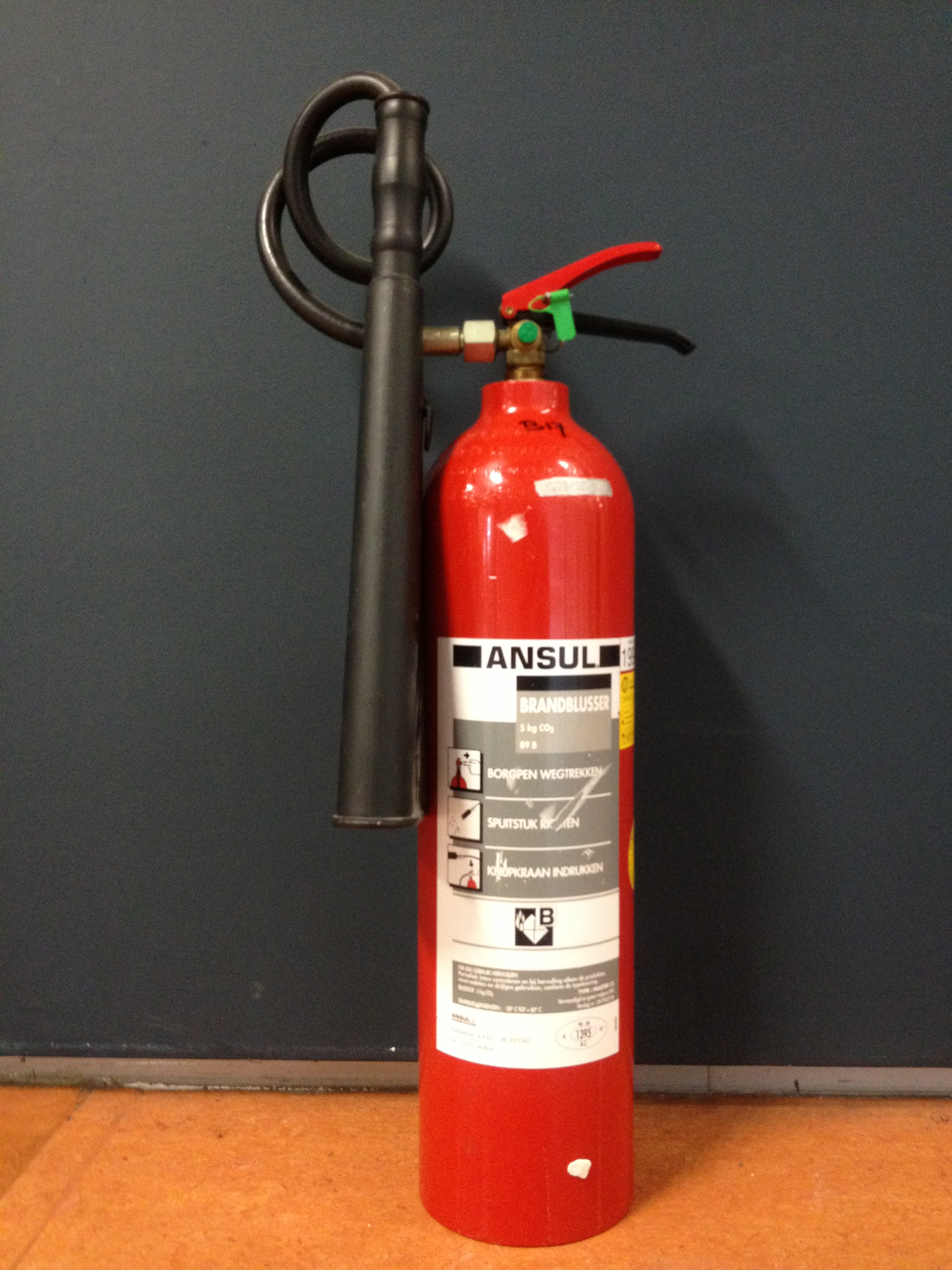
Een koolzuursneeuw brandblusser

Een brandblusser is een apparaat om het vuur van een kleine brand te doven. Het bestaat uit een cilinder waarin een beperkte hoeveelheid blusmiddel onder druk staat. Er zijn ook blussers waarin zich een drukpatroon bevindt, die eerst geactiveerd (ingeslagen) moet worden via een rode inslagknop boven op de blusser. Door een opening kan het blusmiddel op het vuur gespoten worden. Hieronder staan de voorwaarden die voor brandblussers gelden in Nederland, inclusief de wetgeving en de normen die voor brandblussers gesteld zijn.
Een brandblusser is geschikt voor een of meerdere brandklassen. Een brandblusser bestaat ruwweg uit drukvat, blusstof en drijfgas. Als er geen drijfgas in het drukvat aanwezig zou zijn, dan kan ook de blusstof niet uit de blusser komen. Sommige blussers hebben daarom een drukindicator (manometer) boven op de blusser zitten. Hieraan is te zien of de druk van het drijfgas nog voldoende is om de blusser te activeren.
Men kan daarom een brandblusser ruwweg indelen in twee soorten:
1. Blussers die onder permanente druk staan
2. Blussers die niet onder druk staan (moet door gebruiker onder druk worden gezet met een inslagknop).

Blussers met een drukpatroon kunnen onderverdeeld worden in:
- Blussers met een inwendig drukpatroon
- Blussers met een uitwendig drukpatroon (hier is het drukpatroon buiten het vat aangebracht)

## Soorten
Het blusmiddel kan vloeibaar zijn, maar ook (bijvoorbeeld in poedervorm) in gasvorm zijn. Veelgebruikte blusmiddelen zijn:
- Water. Een goedkoop middel met een groot koelend effect en (bij een slanghaspel) een onbeperkte aanvoer. Nadelen: vorstgevoelig en water kan gevaarlijk zijn bij gebruik op brandende benzine of olie. Ook onder elektrische spanning staande apparatuur kan gevaar opleveren als er water als blusmiddel wordt gebruikt.
- Poeder. Men spreekt dan van een poederblusser. Het poeder van een ABC-blusser bestaat uit een mengsel van ammoniumfosfaat en ammoniumsulfaat. Het poeder van een BC-blusser bestaat uit een mengsel van natriumbicarbonaat en kaliumbicarbonaat, poeder van een D-blusser bestaat uit natriumchloride. Een poederblusser heeft een groot blussend vermogen, is geschikt voor vele soorten branden, niet elektrisch geleidend en niet vorstgevoelig. De blussende werking is ongeveer zes maal die van bijvoorbeeld CO2. Een belangrijk nadeel van een poederblusser is de grote nevenschade aan elektronische apparatuur en de kans op herontsteking van de brand als er niet goed geblust is. Wanneer met een poederblusser is geblust, dan moet het overgebleven poeder met een industriële stofzuiger worden verwijderd, geen water. Het poeder kan, wanneer het in contact komt met de huid, diarree veroorzaken.[1]
- Schuim. Men spreekt dan van een schuimblusser. Schuimblussers zijn simpel gezegd gevuld met water en een schuimvormend middel. De blussende werking van schuim berust op afdekking (zuurstof wegnemen) en in geringe mate op afkoeling. De meest toegepaste schuimblussers zijn de zogeheten sproeischuimblussers die door een aanpassing in de spuitmond elke druppel uitstromende vloeistof onderbreken met lucht. Hierdoor ontstaat een nevel, die niet elektrisch geleidend is. Bovendien heeft het mengen van lucht een langere blusduur als gevolg. Door de lange blusduur en de geringe nevenschade is een sproeischuimblusser uitermate geschikt voor thuis en kantoor.[bron?]

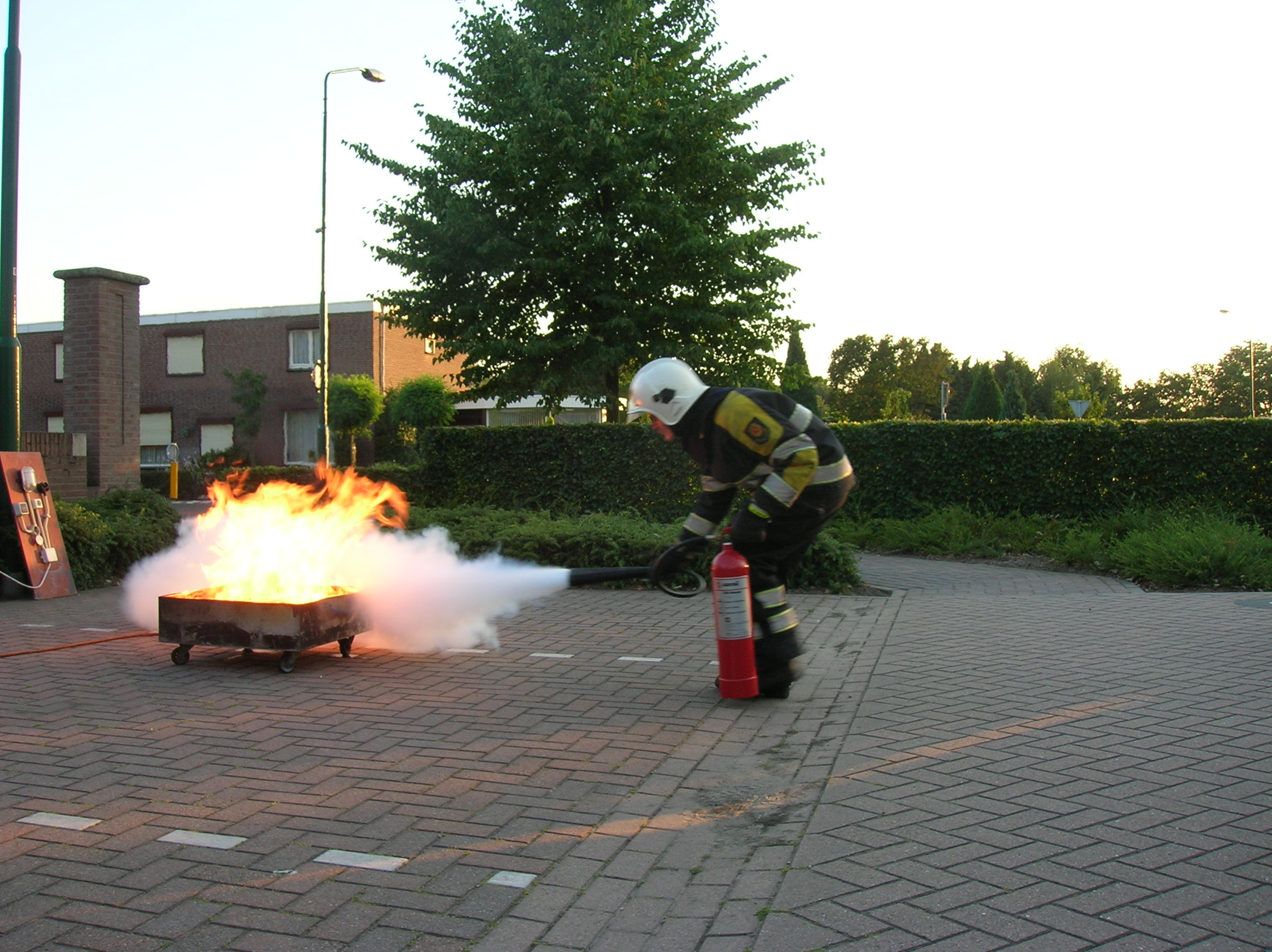
Een CO_{2}-blusser in gebruik

- Koolstofdioxide (CO2). Deze blussers zijn direct te herkennen omdat ze een zwarte expansiekoker of sneeuwkoker aan het uiteinde van de slang hebben. Tussen expansiekoker en slang zit een handvat, dat men tijdens gebruik van de blusser moet vasthouden. Het handvat is nodig omdat het uiteinde van de onbeschermde koker zeer koud wordt (tot ongeveer −80 °C) en men door deze extreme kou derdegraads brandwonden op kan lopen. Het is daarom ook belangrijk dat bij het gebruik van een dergelijke blusser handschoenen worden gedragen.
- Halonen. Vanaf 1 januari 2004 is het gebruik en bezit van halonen in brandblusapparaten en brandbeveiligingssystemen in Nederland en België verboden, zij het met enkele uitzonderingen voor kritische toepassingen (vooral in de civiele luchtvaart en op militair gebied). Er zijn twee soorten halon: halon 1211 (broomchloordifluormethaan) of kortweg BCF dat gebruikt werd in draagbare brandblussers en halon 1301 (broomtrifluormethaan) ofwel BTM, aanwezig in stationaire blusgasinstallaties. Halonblussers werden vooral in computerruimten ingezet omdat het halon niet schadelijk was voor elektronische apparatuur. Halonen zijn koolwaterstoffen die gehalogeneerd zijn. Ze worden onder druk tot een vloeistof verdicht. De bluswerking wordt gerealiseerd doordat er in de hitte van de vlam vrije halogeenradicalen ontstaan, die door bindingen in de vlam het verbrandingsproces vertragen, de radicalen komen later ook weer vrij, waardoor er dus gesproken mag worden van een (negatief) katalytische reactie, zoals ook de bluswerking van ABC poeder genoemd wordt. Halon mag niet meer gebruikt worden en dergelijke apparaten dienen te worden ingeleverd. Het verbod voor halon staat in verband met de milieuschade die het halon aan de ozonlaag van de aarde veroorzaakt.
- Aerosol. Aerosolblussystemen blussen met een droge aerosol. Deze gaat een chemische en fysische reactie aan met de reactieve moleculen die ontstaan door brand. Daarbij wordt normaal gesproken CO2 en H2O gevormd. Met een aerosol op basis van kalium ontstaat kaliumhydroxide, deze stof is schadelijk voor huid en ogen. Met een aerosol kan een beginnende brand binnen seconden worden gedoofd. Er zijn verschillende aerosolblusmiddelen in de handel.

## Andere soorten
Soms ook wordt zand als blusmiddel gebruikt. In dit geval worden speciale zandbakken geplaatst alwaar men met een schep een brandje kan blussen. Droog zand wordt gebruikt als er stoffen branden die niet met water kunnen worden geblust, zoals benzinebranden of brandende alkalimetalen zoals natrium, kalium en lithium.
De nieuwe blusstof in de klasse F, de zogenaamde vetblusser wordt in Nederland chemisch schuim genoemd (vroeger werd schuim in een schuimblusser met een chemische reactie uit de blusser gedreven.) De waterachtige oplossing, met een soortelijke massa van 1.25, bestaat uit kaliumacetaat en kaliumcitraat. Het schuim is geelachtig van kleur en niet giftig. De blusser zelf is voorzien van een slang met een metalen bluslans om op een veilige manier dicht bij de brandhaard, bijvoorbeeld een pan met brandend frituurvet, te kunnen komen. Vanwege het agressieve karakter van de oplossing is de blusser van roestvast staal. Tijdens het gebruik moet rekening worden gehouden met veel stoomontwikkeling en er kan een azijnachtige geur vrijkomen.

## Gebruik
De brandblusser kan zowel in huizen, bedrijven, kantoren, auto's en boten aanwezig zijn. In bedrijven en kantoren is daarnaast ook vaak een brandslang aanwezig. Brandslanghaspels dienen een slanglengte te hebben tussen 20 en 30 meter te hebben met een diameter van 19, 25 of 33 mm. De uitgebreide eisen voor brandslanghaspels staan verwoord in de Europese Norm EN 671-1. Slanghaspels kunnen alleen klasse A branden blussen en dienen niet aanwezig te zijn in panden waar de nevenschade (parket, houten wanden e.d.) groot is. In huizen is soms een blusdeken aanwezig. Vroeger stond in veel huizen een emmer zand klaar, waarmee een beginnende brand bedekt kon worden.
De brandblusser kan niet gebruikt worden om de hete gassen af te koelen die zich bij een brand boven in de ruimte bevinden. Daarvoor is voornamelijk water geschikt. De brandblusser is enkel bedoeld om het brandende materiaal af te sluiten waardoor er geen zuurstof meer bij kan, en het vuur zal doven. Een veel gemaakte fout is dat iemand het blusmiddel op de vlammen richt, terwijl de bron van de vlammen (het materiaal dat in brand staat) bedekt moet worden. Dit geldt niet voor de poederblusser die werkt namelijk op basis van een negatieve katalyse en die blust hoofdzakelijk door het afvangen van vrije radicalen die de brand in stand houden. Deze werking is ruimtelijk dus hierbij wel in de vlammen richten.
Poederblussers worden veelvuldig gebruikt. Omdat zij droog poeder bevatten is er geen kans dat de metalen cilinder gaat roesten, en het poeder is vrij goedkoop. Bij oude poederblussers kan het gebeuren dat het poeder gaat klonteren en niet meer geschikt is om een brand mee te blussen. Dit kan ook gebeuren bij brandblussers die aan trillingen blootstaan, hierbij treedt het inklink effect op. Het een keer per maand omkeren van de blusser gedurende 30 seconden kan dit verhelpen. Een nadeel van een poederblusser is dat het poeder na gebruik van de blusser zeer moeilijk op te ruimen is. Zoals gezegd moet het poeder na gebruik van een poederblusser met een industriële stofzuiger worden verwijderd. Bij de veelgebruikte kleine poederblussertjes in auto's geldt als bijkomend nadeel dat de blustijd hooguit een paar seconden is. Bluspoeder is een zout dat de kleine koperbanen van een elektroprint kan laten oxideren waardoor er storingen in de geleiding kunnen ontstaan, hierdoor is het mogelijk dat er maanden na de blussing pas storingen optreden. Het poeder trekt namelijk langzaam maar zeker vocht aan, hierdoor kan het zout zijn schade veroorzaken.
In België zijn poederblussers verplicht in de auto. Deze eis geldt overigens niet voor buitenlandse auto's.
Koolzuursneeuwblussers, ook wel CO2-blussers genoemd, zijn geschikt voor het blussen van vloeistofbranden en branden in onder spanning staande apparatuur. Het blussen gebeurt doordat de CO2 de zuurstof verdringt en door afkoeling. Bij het expanderen van de vloeibare CO2 in gasvorm wordt het grote zwarte mondstuk van de blusser erg koud (−80 °C) en daarom moet de brandblusser altijd aan het handvat worden vastgehouden. Een voordeel van een koolzuursneeuwblusser is dat de blusstof (CO2) bij gebruik geen reststoffen achterlaat, en daarom worden koolzuursneeuwblussers onder meer toegepast bij hoogwaardige elektronische apparatuur. Het nadeel van CO2-blussers ligt vooral in besloten kleine ruimten. Zuurstof wordt door de kooldioxide blusser verdreven en de kleine ruimten vullen zich dan met CO2 waardoor degene die de blussing uitvoert kan stikken. Bij een blussing in kleine ruimten (wc’s en kleine bergingen) dient men hier wel rekening mee te houden.

## Keuring
Het keuren van blusmiddelen zoals schuim-, CO₂- en poederblussers is essentieel voor de veiligheid binnen een gebouw. De keuring omvat inspectie van de werking, druk en algemene staat van het apparaat. Eventuele gebreken worden gedocumenteerd en verholpen. Deze keuring moet worden uitgevoerd door een volgens de geldende normen, in Nederland is hierop de norm NEN 2559 voor draagbare blustoestellen van toepassing. In België is dit NBN S21-050.
De verzegeling van de blusser wordt verbroken tijdens de keuring om een grondige inspectie mogelijk te maken. Na de keuring wordt een nieuwe verzegeling aangebracht en een keuringssticker geplaatst. Bij blussers die niet meer voldoen aan de normen of verouderd zijn, wordt het apparaat verantwoord afgevoerd en gerecycled.
Daarnaast wordt de druk van de blusser gecontroleerd en indien nodig bijgevuld of vervangen. Voor schuim- en poederblussers wordt de druk in de cilinder gemeten, en voor CO₂-blussers wordt de cilinder gewogen. Elke vijf jaar moet een uitgebreide controle worden uitgevoerd, inclusief het vervangen van interne onderdelen en het bijvullen van de blusser. In sommige gevallen kan het voordeliger zijn om een nieuwe blusser te installeren om kosten te besparen en te voldoen aan de nieuwste regelgeving.

## Verschillende brandklassen
Op brandblussers in Nederland vindt men op de brandblusser een aanduiding voor welke brandklasse de blusser is bedoeld. Dit kan noodzakelijk zijn om te weten welke blusser bij het uitbreken van een beginbrandje moet worden ingezet. Wanneer een computer vlam vat, gebruikt men een Kooldioxide blusser aangezien de nevenschade voor andere elektronische apparatuur nihil moet zijn. Gebruikt men echter een poederblusser, dan is de kans groot dat het zeer fijn gemalen zoutstof van de poederblusser in elk onderdeeltje van een elektronisch apparaat gaat nestelen. Dit kan de schade van aangrenzende apparatuur behoorlijk verhogen (deze machines moeten dan worden schoongemaakt). Een goedkoop alternatief voor een brandblusser is een brandblusdeken. Bijna alle brandklassen kan de blusdeken aan en is in het gebruik vrij simpel toe te passen. Dit is een ideaal blusmiddel voor bij een kooktoestel.

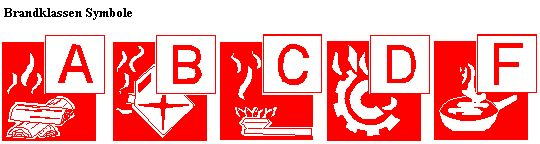
Brandklasse-pictogrammen

De brandklasse is op elke blusser met een pictogram aangegeven. De volgende brandklassen worden in Nederland onderscheiden:

### A
Brandklasse A betekent dat de blusser een blusstof heeft om branden in vaste stoffen te blussen. Vaste stoffen van organische oorsprong: zoals hout, papier, stro, kunststoffen, kolen. De blusstof die gebruikt wordt kan water zijn (de blusser heeft dan een zilveren kleur: dit in tegenstelling met poederblussers, het drukvat is dan rood gekleurd. Een andere blusser is de zogeheten slanghaspel. Omdat brandslanghaspels in verband worden gebracht met mogelijke legionellabesmettingen, dienen de slanghaspelhoofdkranen verzegeld te zijn en op geregelde tijden doorgespoeld te worden.

### B
Brandklasse B betekent dat de blusser een blusstof heeft om vloeistofbranden te blussen, zoals olie, benzine, alcohol, sommige kunststoffen, vetstoffen en bitumen. Blusstoffen die gebruikt worden zijn: poeder, CO2 en schuim, zoals FFF (triple F) en AFFF (A triple F).

### C
Brandklasse C betekent dat de blusser een blusstof heeft om gasbranden te blussen, zoals propaan, butaan en aardgas. Blusstoffen die gebruikt worden zijn, CO2 en schuim (schuim is een natblusser).
Soms worden brandklassen gecombineerd, bijvoorbeeld een ABC-blusser (dat ook gloedpoeder wordt genoemd). Poederblussers worden vaak met deze brandklassen aangeduid. Het gloedpoeder kan een smeulende vaste stof omsluiten, waardoor het smeulen van vaste stoffen wordt gesmoord.

### D
Brandklasse D betekent dat de blusser een blusstof heeft om metaalbranden te blussen. Metaalbranden zijn branden waarbij magnesium, zirkonium, lithium, kalium of natrium betrokken is, en die erg moeilijk, zo niet onmogelijk met bovenstaande brandblussers kunnen worden gedoofd. De blusstof is een poeder dat over het brandend metaal wordt gestrooid. Metaalbranden zijn bijzonder fel (zoals magnesiumbranden; magnesium wordt toegepast in vuurwerk en flitsblokjes). Op de blusser staat dan dat er sprake is van een D-(poeder)blusser of ABCD-poederblusser.

### E
Brandklasse E betekent dat de blusser een blusstof heeft om door elektriciteit veroorzaakte branden te blussen.
Men heeft echter in 1987 in Nederland de brandklasse E afgeschaft. Elektriciteit kan een oorzaak van brand zijn, het zijn evenwel de elektrische componenten die branden en die vallen onder brandklasse A (vaste stoffen) of B (vloeistoffen) kunststoffen smelten bij brand.
Door kortsluiting gaat bijvoorbeeld een televisie branden. Deze televisie is gemaakt van een kunststof. Er is dan sprake van een brandklasse B brand en geen E. B omdat elektronische apparatuur vaak gemaakt zijn van kunststoffen (kunststoffen, ook smeltende stoffen) vallen onder klasse B (vloeistoffen).

### F
Brandklasse F betekent dat de blusser een blusstof heeft om vetbranden (bijvoorbeeld frituurvet) te blussen. Vetbranden zijn moeilijk te blussen met andere blusstoffen aangezien er herontsteking kan plaatsvinden. Zodra de temperatuur van olie of vet oploopt tot boven 320 graden Celsius vindt zelfontbranding plaats en vliegt het vet of de olie spontaan in brand, dus zonder dat er een vlam wordt bijgehouden. Omdat de temperatuur zo hoog is zal eventueel water uit een blusmiddel explosief verdampen, waardoor alle brandstof (zeer heet vet) uit de pan of frituuroven zeer fijn verneveld wordt door de ontstane stoomwolk. De oorzaak van dergelijke branden is vaak te herleiden naar slecht werkende temperatuurbeveiligingen (een kapotte thermostaat) of het gebruikmaken van oud of vervuild vet. Een F-blusser is een nieuwe klasse met een bepaald soort schuim (wet chemical of chemisch blusschuim). Dit schuim zorgt voor een gasdichte laag boven het frituurvet en heeft een sterk koelende werking en vermengt zich gedeeltelijk met het vet. Herontsteking is dan niet meer mogelijk. Kraampjes die frieten bakken kunnen het beste een F-blusser ophangen. Het is verstandig om een vetbrandblusser te nemen die uitgerust is met een metalen lans aan de slang. Hierdoor kan van veilige afstand geblust worden. Zie de aanvulling onder 'andere soorten'.
De moderne brandblussers van brandklasse F bevatten een inhoud die zich vermengt met het vet en er een niet-brandbare substantie van maakt. Het materiaal gaat een emulsie aan met het vet. Een vetbrand valt over het algemeen onder de brandklasse F bij een inhoud die groter is dan 5 liter, omdat met de reguliere blusmiddelen onvoldoende bluscapaciteit is te behalen om herontsteking te voorkomen.